# Aleksandre Kalandadse
Aleksandre Kalandadse (georgisch ალექსანდრე კალანდაძე; * 9. Mai 2001 in Tiflis) ist ein georgischer Fußballspieler.

## Karriere

### Verein
Kalandadse stammt aus der Akademie von Dinamo Tiflis. Im September 2020 wurde er an Diósgyőri VTK nach Ungarn verliehen, wo er einmal im Pokal eingesetzt wurde. Im Sommer 2021 kehrte er nach Tiflis zurück und wurde Teil der ersten Mannschaft. Sein Ligadebüt gab er am 20. September 2021 beim 4:0-Sieg über Schukura Kobuleti. In derselben Saison wurde er mit Dinamo Tiflis Meister.

### Nationalmannschaft
Kalandadse absolvierte zunächst Partien für die georgische U17 und später für die U19. Mit der U21 nahm er an der Europameisterschaft 2023 teil.
Am 12. September 2023 debütierte er in der A-Nationalmannschaft bei einer 1:2-Niederlage gegen Norwegen in der Qualifikation für die Europameisterschaft 2024, bei der er in der Startelf stand.